# Feng Zhenghu
Feng Zhenghu, né le 1er juillet 1954, est un économiste et défenseur des droits de l'homme chinois.

## Biographie
En 2001, Feng Zhenghu est envoyé en prison pour trois ans pour « activités illégales ».
En 2008, Feng Zhenghu est un des 303 intellectuels chinois signataires de la charte 08.